# Platygyna volubilis
Platygyna volubilis là một loài thực vật có hoa trong họ Đại kích. Loài này được Howard miêu tả khoa học đầu tiên năm 1947.